# Wulfred
Wulfred (VIII secolo – Canterbury, 24 marzo 832) è stato un arcivescovo di Canterbury del Medioevo.
Non si sa nulla della sua vita prima dell'803, quando partecipò a un concilio della chiesa, ma probabilmente era un nobile del Middlesex. Fu eletto arcivescovo nell'805 e trascorse il suo tempo in carica riformando il clero della sua cattedrale. Ebbe delle liti con due Re di Mercia consecutivi, Coenwulf e Ceolwulf, sul fatto se dovessero essere i laici o il clero a controllare i monasteri. A un certo punto, Wulfred si recò a Roma per consultarsi con il papato e fu deposto dall'incarico per diversi anni a causa della questione. Dopo la morte di Coenwulf, i rapporti divennero leggermente migliori con il nuovo re Ceolwulf, ma migliorarono molto di più dopo la successiva deposizione di Ceolwulf. La disputa sul controllo dei monasteri non fu completamente risolta fino all'838, dopo la morte di Wulfred che era stato il primo arcivescovo a inserire il suo ritratto sulle monete da lui coniate.

## Biografia
Le principali fonti sulla vita di Wulfred sono le carte superstiti che lo menzionano, una serie di documenti dei suoi vescovi suffraganei che giurano obbedienza, i registri di un concilio ecclesiastico da lui presieduto e le monete da lui coniate.
Si ritiene che Wulfred provenisse dal Middlesex e fosse un membro di una famiglia ricca e importante con considerevoli proprietà terriere nel Middlesex e nelle regioni vicine. Sebbene gli storici precedenti ritenessero che Wulfred provenisse dalla nobiltà del Kent, non sembra che fosse così. Un suo parente, Werhard, possedeva proprietà vicino a Hayes, e in seguito anche Wulfred ve ne possedeva. Altre prove suggeriscono che fosse imparentato con una famiglia nobile che possedeva terre a Harrow e Twickenham oltre che ad Hayes.
Wulfred era arcidiacono della Cattedrale di Canterbury prima della morte del suo predecessore Æthelhard il 12 maggio 805. Partecipò a un sinodo come membro della curia di Æthelhard nell'803, e questa è la prima menzione di Wulfred nella documentazione storica. Il 26 luglio 805 partecipò a un sinodo e fu nominato "arcivescovo eletto" sui documenti relativi alle decisioni conciliari. Wulfred fu consacrato arcivescovo il 3 agosto 805, o forse in ottobre o più tardi nel corso dell'anno. La sua elevazione all'arcidiocesi di Canterbury potrebbe essere stata favorita dal fatto che il regno di Mercia dominava Kent e Canterbury in quel momento.
Uno degli obiettivi principali di Wulfred, come arcivescovo, fu la riforma del capitolo della Cattedrale di Canterbury. Un principio fondamentale fu l'istituzione della vita comunitaria per il clero del capitolo. Questo sforzo fu modellato su quello del vescovo Crodegango di Metz. Già nell'813 Wulfred affermava in un documento di aver "ravvivato il santo monastero della chiesa di Canterbury rinnovandolo, restaurandolo e ricostruendolo". Wulfred potrebbe aver basato la regola della comunità sulla Regula canonicorum di Crodegango, o forse sulla regola di San Benedetto. I suoi sforzi comprendevano la richiesta al clero di mangiare insieme, di cedere i loro beni personali al capitolo e di garantire che le ore canoniche fossero osservate come parte della liturgia. Sebbene sia certo che fosse praticato uno stile di vita comunitario, non è chiaro se il clero della cattedrale fosse composto da canonici o se fosse rimasto allo stato monacale. Più tardi, Wulfred concesse la terra al capitolo, ma i doni sarebbero stati validi solo fino a quando il capitolo si sarebbe attenuto ai nuovi statuti. Wulfred usò anche la sua ricchezza personale per finanziare la costruzione di nuovi edifici.

## Controversie con Coenwulf
Wulfred entrò in conflitto con il re Coenwulf di Mercia sulla questione se i laici potessero controllare le case religiose, poiché il re sosteneva i diritti dei laici di controllare i monasteri. Nell'808 il papato informò Carlo Magno che Coenwulf non aveva ancora fatto pace con l'arcivescovo, ma nell'809 sembra che fossero in buoni rapporti e i due furono coinvolti in una serie di trasferimenti di terre dall'809 all'815
Nell'814 Wulfred si recò a Roma per rendere visita a papa Leone III. Sebbene l'esatta natura dei suoi affari con il papa sia sconosciuta, era probabilmente collegata alla questione sorta tra l'arcivescovo e Coenwulf sul controllo laico dei monasteri. Era accompagnato dal vescovo di Sherborne, Wigberht. I laici che controllavano i monasteri erano una consuetudine da secoli, anche se nel mezzo secolo o giù di lì prima che Wulfred diventasse arcivescovo, la Chiesa aveva iniziato a rivendicare il controllo sui monasteri. In Inghilterra, questo tentativo di assicurarsi il controllo si manifestò nei decreti emanati dai sinodi di Clovesho (località di cui non si conosce la posizione) nell'803 e più particolarmente nel sinodo di Chelsea nell'816. Le tensioni sulle case monastiche del Kent, di Reculver e Minster-in-Thanet raggiunsero un punto tale che Wulfred fu privato dell'autorità dal re per un periodo di alcuni anni; sei secondo il documento redatto nell'825 che registra il punto di vista di Canterbury sul dibattito, poi vittorioso, anche se forse quattro sono più probabili. Wulfred fu ancora testimone di documenti come arcivescovo nell'817, e a settembre dell'822 officiava ancora una volta come arcivescovo, quando consacrò il re Ceolwulf di Mercia. Wulfred venne mandato in esilio brevemente durante la sua sospensione dall'incarico. Tuttavia, la disputa era ancora attiva negli ultimi anni del regno di Coenwulf, poiché in un concilio tenuto forse nell'821, il re minacciò l'arcivescovo di esilio a meno che non si fosse arreso. Wulfred e la comunità di Canterbury combatterono vigorosamente Coenwulf, inviando ambasciate al papa e esibendo carte false, a loro favore, che sarebbero state emesse da re precedenti.
Intorno all'820 Coenwulf costrinse Wulfred a un accordo sfavorevole, grazie al quale Wulfred ottenne il controllo sui monasteri dibattuti in cambio di un ingente pagamento in oro e della perdita di una proprietà molto grande a favore del re. Né Coenwulf né i suoi seguaci cedettero rapidamente il controllo di Minster e Reculver all'arcivescovo. A settembre dell'822, Wulfred raggiunse un accordo con il successore di Coenwulf, Ceolwulf, segnato dalla consacrazione di Ceolwulf a re, che era stata ritardata di circa un anno a causa della disputa con l'arcivescovo. Dopo la deposizione di Ceolwuf, nell'823, la situazione di Wulfred migliorò. Il nuovo re merciano, Beornwulf, presiedette un altro concilio a Clovesho nell'825, dove il conflitto fu finalmente risolto a favore di Wulfred e fu scritto un resoconto dell'intero conflitto fino a quel momento. La figlia di Coenwulf, Cwenthryth, badessa di Winchcombe e Minster, pagò un risarcimento a Wulfred e perse il controllo delle case nel Kent. Più tardi nell'825 (o forse l'anno successivo), tuttavia, il Kent fu perso dalla Mercia dopo che Egberto di Wessex sconfisse Beornwulf a Elendun. Le relazioni tra Wulfred e i nuovi sovrani della Sassonia occidentale erano fredde e la monetazione in nome di Wulfred sembra essere cessata per un certo periodo, sebbene sia stata ripristinata prima della morte di Wulfred nell'832. La soluzione finale del dibattito sulla signoria dei monasteri avvenne nell'838 a Kingston, poco prima della morte di Egbert.

## Morte ed eredità
Wulfred morì nell'832. La maggior parte della sua ricchezza fu lasciata a un parente, Werhard, che avrebbe dato le terre alla cattedrale di Canterbury dopo la sua morte. Werhard, che era un membro del monastero di Canterbury, assurse alla posizione di "sacerdote-abate" verso la metà degli anni 830. Questo è noto dal testamento di Wulfred, che sopravvive in una copia tardiva. Questo documento cita Werhard nipote di Wulfred e lo chiama sacerdote.
Lo scriptorium della cattedrale di Canterbury fu particolarmente attivo sotto Wulfred. Sebbene la grafia dei documenti prodotti durante l'arciepiscopato di Wulfred sia piuttosto elegante, il contenuto delle carte è segnato da una cattiva grammatica e da altri errori. Da ciò, lo storico NP Brooks ha dedotto che il clero della cattedrale non era molto esperto in latino e probabilmente non sarebbe stato in grado di comporre nuove opere latine.
Wulfred fu il primo arcivescovo a mettere il suo ritratto sui penny coniati a suo nome che, a differenza di quelli dei precedenti arcivescovi, non facevano mai riferimento al re merciano al potere. Wulfred ricostruì anche alcuni edifici della cattedrale di Canterbury, anche se non è noto se si trattasse di edifici ausiliari, come il dormitorio e il refettorio, o se ricostruì la cattedrale stessa.

## Successione apostolica
La successione apostolica è:
- Vescovo Aethelnoth (806)
- Vescovo Wigthegn (806)
- Vescovo Herewine (815)
- Vescovo Hrethun (816)
- Vescovo Hunferth (816)
- Vescovo Heahbert (822)
- Vescovo Hereferth (825)
- Vescovo Humbert (828)